# Mangifera pentandra
Mangifera pentandra är en sumakväxtart som beskrevs av Joseph Dalton Hooker. Mangifera pentandra ingår i släktet Mangifera och familjen sumakväxter. Inga underarter finns listade i Catalogue of Life.